# Mausoleum (Dessau)

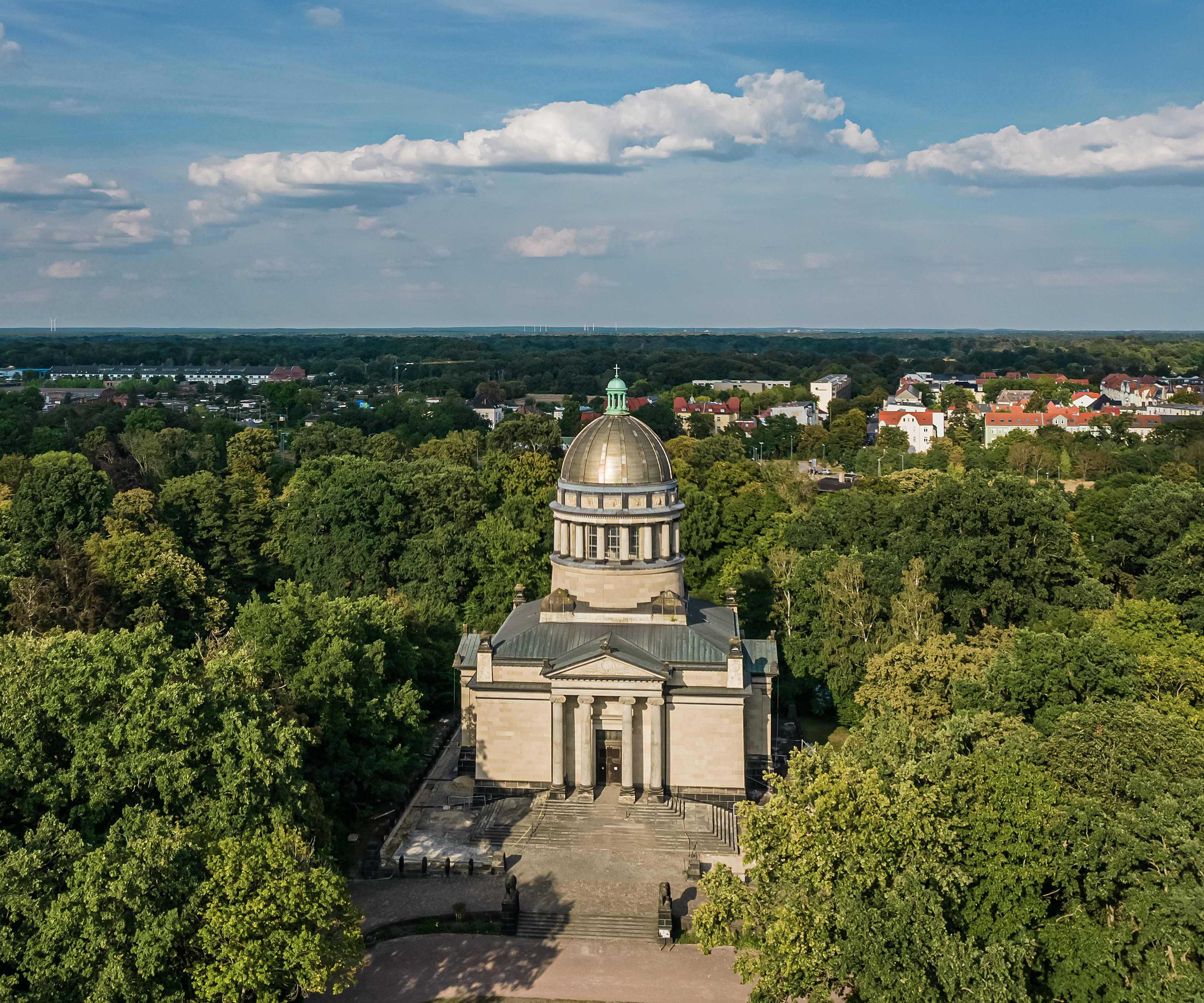
Das Mausoleum 2022, Luftbild

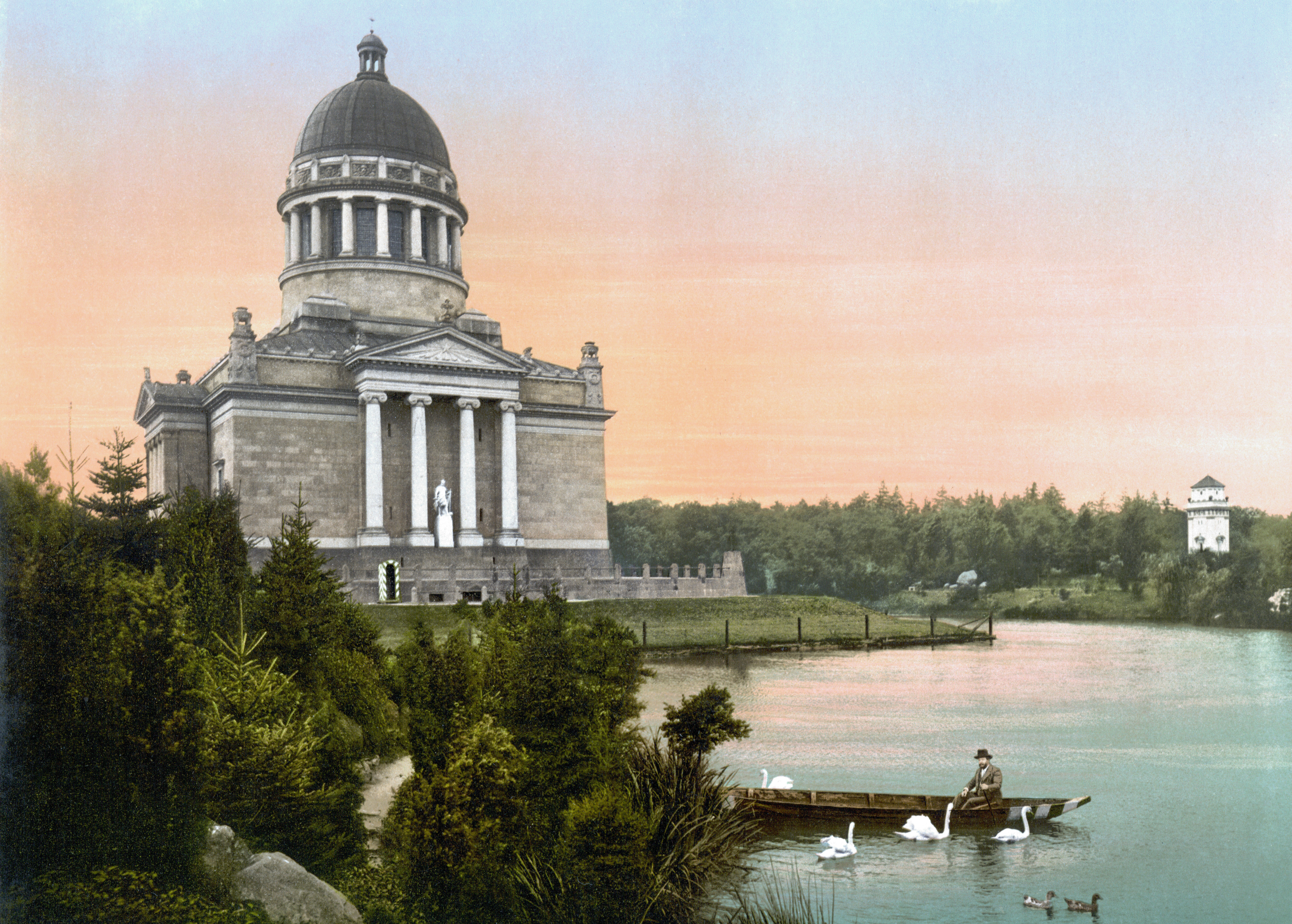
Das Mausoleum um 1900

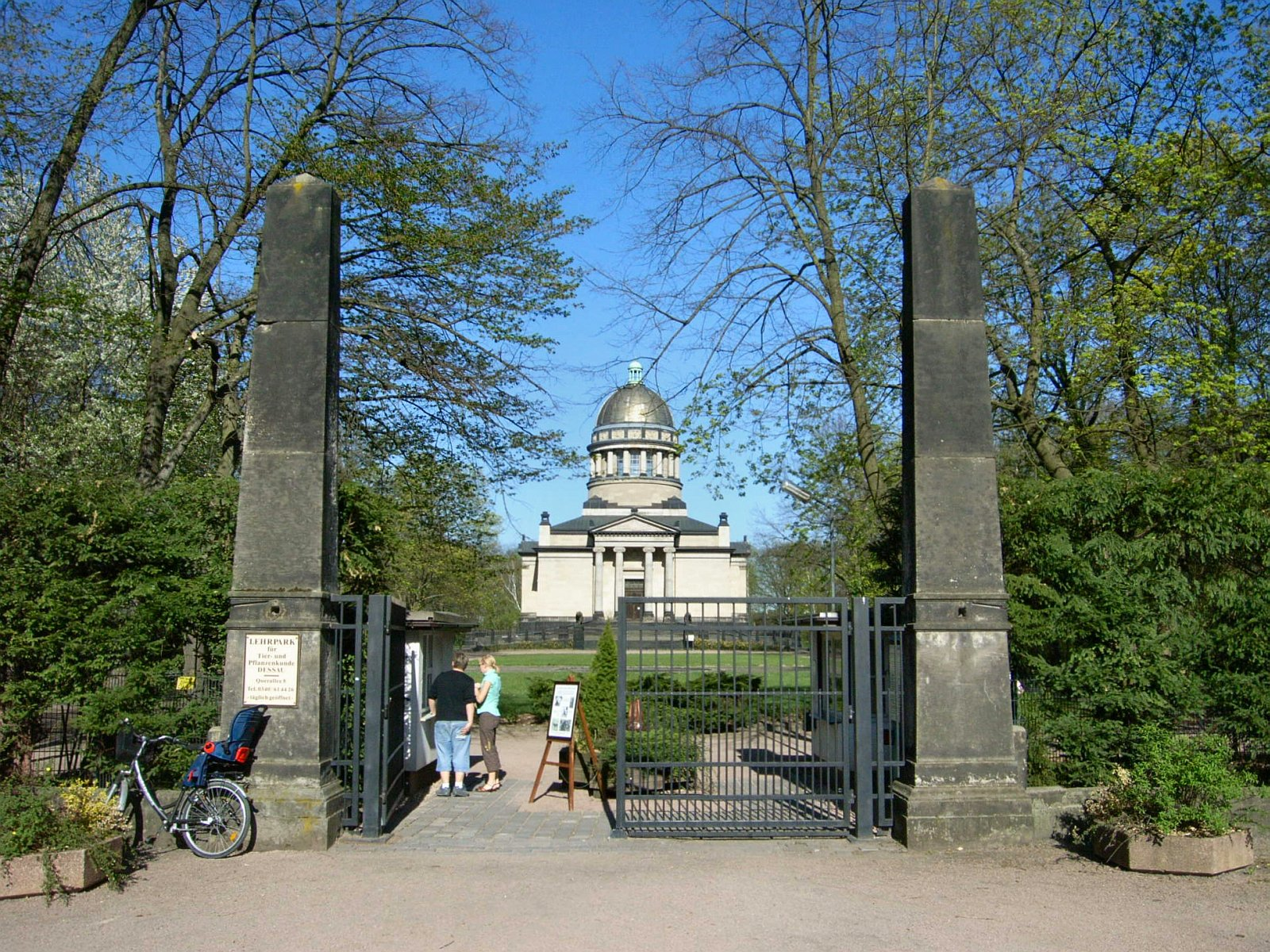
Eingang zum Mausoleumpark (heute Tierpark Dessau)

Das Mausoleum zu Dessau ist eine ehemalige Begräbnisstätte der Herzöge von Anhalt im Dessau-Roßlauer Stadtteil Ziebigk. Auf dem Gelände des Mausoleumparks befindet sich heute der Tierpark Dessau.
Das Mausoleum wurde zwischen 1894 und 1898 von dem Architekten Franz Heinrich Schwechten (1841–1924) und dem Baumeister Teubner in der Nähe des Georgiums im Stil der Hochrenaissance als dorischer Kuppelbau im Auftrag von Herzog Friedrich (1831–1904) errichtet. Der Grundriss des Zentralbaus entspricht einem griechischen Kreuz. Die Gruft wurde der Romanik nachempfunden. Der Bau hat eine Gesamtlänge von 46 m, eine Gesamtbreite von 38 m und ist 43 m hoch. Die Kuppel hat einen Durchmesser von 14 m. Hugo Junkers (1859–1935) baute 1897 eine Gasheizung für das Mausoleum. Der Innenraum wurde mit Marmorzement aus dem Harz verputzt. Der Köthener Gartenarchitekt August Hooff gestaltete von 1894 bis 1896 den umliegenden Mausoleumspark. Schwechten erhielt für den Bau den Hausorden Albrechts des Bären mit Kommandeurkreuz II. Klasse.
Das denkmalgeschützte Mausoleum ist seit dem Zweiten Weltkrieg Dessaus letzter Kuppelbau. Bis 1958 war die Krypta des Mausoleums Ruhestätte für Mitglieder der herzoglichen Familie Anhalt. Aus politischen Gründen – Dessau gehörte als Teil der sowjetisch besetzten Zone zur DDR, die Zeugnisse der Aristokratie meist schlecht unterhielt oder gar beseitigte – wurden die Särge 1958 in einer Nacht-und-Nebel-Aktion aus dem Mausoleum entfernt und die Gebeine in ein Massengrab auf dem Ziebigker Friedhof verbracht. Im November 2019 wurden sie mit einer Zeremonie in die Mittelgruft der ehemaligen Stadt- und Schlosskirche beigesetzt. Voraus gingen Gespräche zwischen dem Land Sachsen-Anhalt, der Stadt Dessau und dem Haus Anhalt. Bei beiden Umsetzungen, auch 1958, war ein Pfarrer dabei.
Während der DDR-Zeit wurde das Mausoleum als Lager des Obst- und Gemüsehandel und als Lager des Impfstoffinstituts genutzt. Auch war vorübergehend eine Nutzung in den 70er Jahren als Sommer-Kiosk für den Tierpark auf der Terrasse. Zurzeit (Stand: Juni 2023) stehen im Untergeschoss einige Übersärge aus der ehemaligen Marienkirche und Figuren vom Palais Dittrich.
Seit den 1980er Jahren gab es eine Reihe von baulichen Maßnahmen. Diese reichten jedoch nicht aus, das Mausoleum gänzlich vor dem Verfall zu retten. 1986 wurde unter Leitung des Architekten Wilhelm Schulze die völlig marode Kuppel des Mausoleums saniert. In Ermangelung von Kupfer zur Neueindeckung des Daches zu DDR-Zeiten wurde das Dach mit eloxiertem Aluminium repariert und nach der Wende von 1990 bis 1993 saniert. Außerdem wurden die Seitendächer und die Westfassade saniert. 1999 gab es Maßnahmen gegen das Eindringen von Regenwasser. Das Gebäude ist jedoch noch heute sanierungsbedürftig. Der finanzielle Bedarf für eine umfassende Sanierung wird auf bis zu fünf Millionen Euro geschätzt.
2007 wurde ein Förderverein Mausoleum e. V. gegründet, der sich der Finanzierung und einer möglichen Nutzung des Gebäudes widmet. Durch den Verein werden offene Führungen und Veranstaltungen organisiert. Weiterhin wird das Mausoleum im Sommer als Kulisse für Kino-, Theater- und Orchesterveranstaltungen genutzt. Seit 2017 werden die Sanierungsarbeiten durch eine Jugendbauhütte unterstützt.

## Belege
1. 1 2 3  siehe Peer Zietz
2. ↑  Deutsche Bauzeitung, 28. Jahrgang 1894, S. 386.
3. ↑  Mausoleum Dessau auf structurae.de
4. ↑  Günter Schmitt: Hugo Junkers. Ein Leben für die Technik. Aviatic, 1991, ISBN 3-925505-18-0.
5. ↑  Deutsche Bauzeitung, 32. Jahrgang 1898, S. 112.
6. ↑  Geschichte von Dessau-Ziebigk von 1800 bis 1899
7. 1 2  Annette Gens: Letzte Ruhe nicht nur für die Anhalts. In: Mitteldeutsche Zeitung vom 23. Juli 2010 (online, abgerufen am 15. August 2010)
8. 1 2  Einst Grabstätte der Askanier, Mitteldeutsche Zeitung vom 23. Juli 2010, zuletzt abgerufen am 15. August 2010

Koordinaten: 51° 50′ 42,4″ N, 12° 14′ 8,5″ O